# Исида, Ёсио
Ёсио Исида (яп. 石田 芳夫 родился 15 августа 1948 года) — японский го-профессионал 9 дана, обладатель нескольких го-титулов.

## Биография
Ёсио Исида начал изучать го в возрасте 8 лет. Он обучался игре в додзё Минору Китани вместе с Тё Тикуном, Коити Кобаяси, Масао Като и Масаки Такэмией. Ёсио Исида получил первый профессиональный дан в 1963 в возрасте 15 лет. Он быстро смог продвинуться до 7 дана благодаря участию в турнирах Оотэаи, где выиграл 14 матчей подряд. Высший разряд 9 дана был получен им спустя 11 лет, что стало самым быстрым сроком достижения этого ранга. Исида получил прозвище «компьютер» благодаря своему умению точно оценивать позицию, подсчитывать очки и точно играть в йосе (финальной стадии игры). В настоящее время также работает комментатором го-матчей на японском телевидении.
Ёсио Исида является автором книг Справочник основных дзёсэки (3 тома), Всё о плотности и Оценка позиции.

## Титулы
Ёсио Исида занимает общее 11 место по количеству завоёванных им го-титулов в Японии.
| Титул                    | Год              |
| ------------------------ | ---------------- |
| Существующие             | 12               |
| Хонъимбо                 | 1971-1975        |
| Тэнгэн                   | 1984             |
| Одза                     | 1974, 1978       |
| Кубок NEC                | 1987             |
| Кубок NHK                | 1987, 1990, 2001 |
| Ранее существовавшие     | 8                |
| Ранний Мэйдзин           | 1974             |
| Чемпионат Нихон Киин     | 1970, 1971       |
| Чемпионат по быстрому го | 1979, 1982, 1983 |
| Синъэй                   | 1969             |
| Кубок IBM                | 1988             |

Участвовал в розыгрыше
| Титул                    | Год              |
| ------------------------ | ---------------- |
| Существующие             | 12               |
| Кисэй                    | 1979             |
| Мэйдзин                  | 1976             |
| Хонъимбо                 | 1976, 1978       |
| Тэнгэн                   | 1985             |
| Одза                     | 1975, 1979, 1980 |
| Кубок NEC                | 1988             |
| Рюсэй                    | 1991             |
| Кубок NHK                | 1971, 1985       |
| Ранее существовавшие     | 5                |
| Ранний Мэйдзин           | 1973, 1975       |
| Чемпионат Нихон Киин     | 1972             |
| Чемпионат по быстрому го | 1987, 2002       |